# Formica obsidiana
Formica obsidiana är en myrart som beskrevs av Carlo Emery 1923. Formica obsidiana ingår i släktet Formica och familjen myror. Inga underarter finns listade i Catalogue of Life.